# دلار کانادا
دلار کانادا (به انگلیسی: Canadian Dollar، به فرانسوی: Dollar canadien) نام یکای پول کشور کانادا است که به اختصار CAD سی ای دی نامیده می‌شود. هر دلار به ۱۰۰ سنت بخش می‌شود.

## سکه‌ها
سکه‌های کانادایی شامل پنی (یک سنت)، نیکل (پنج سنت)، دایم (ده سنت)، کوارتر (بیست و پنج سنت)، لونی (یک دلار) و تونی (دو دلار) می‌باشند.

## اسکناس‌ها
اسکناس‌های ۲ دلاری که هم‌اکنون به صورت سکه قابل استفاده می‌باشد، ۵ دلاری، ۱۰ دلاری و ۲۰ دلاری است، اما اسکناس‌های ۵۰ دلاری و ۱۰۰ دلاری نیز رایج است.

## ارزها با بیشترین چرخش در بازار جهان
| رتبه       | ارزها         | کد ایزو ۴۲۱۷ (نشان) | ٪ سهم روزانه (۱۶ سپتامبر ۲۰۱۹) |
| ---------- | ------------- | ------------------- | ------------------------------ |
| ۱          | دلار آمریکا   | USD (US$)           | ۸۸٫۳%                          |
| ۲          | یورو          | EUR (€)             | ۳۲٫۳٪                          |
| ۳          | ین ژاپن       | JPY (¥)             | ۱۶٫۸٪                          |
| ۴          | پوند استرلینگ | GBP (£)             | ۱۲٫۸٪                          |
| ۵          | دلار استرالیا | AUD (A$)            | ۶٫۸٪                           |
| ۶          | دلار کانادا   | CAD (C$)            | ۵٫۰٪                           |
| ۷          | فرانک سوئیس   | CHF (Fr)            | ۵٫۰٪                           |
| ۸          | یوان چین      | CNY (元)            | ۴٫۳٪                           |
| ۹          | دلار هنگ کنگ  | HKD (HK$)           | ۳٫۵٪                           |
| ۱۰         | دلار نیوزیلند | NZD (NZ$)           | ۲٫۱٪                           |
| ۱۱         | کرون سوئد     | (kr) SEK            | ۲٫۰٪                           |
| ۱۲         | وون کره جنوبی | (₩) KRW             | ۲٫۰٪                           |
| ۱۳         | دلار سنگاپور  | SGD (S$)            | ۱٫۸%                           |
| ۱۴         | کرون نروژ     | NOK (kr)            | ۱٫۸٪                           |
| ۱۵         | پزو مکزیک     | MXN ($)             | ۱٫۷٪                           |
| دیگر ارزها | دیگر ارزها    | دیگر ارزها          | ۱۳٫۸٪                          |
| جمع کل     | جمع کل        | جمع کل              | ۲۰۰٪                           |

## کشورهای دیگر که دلار یکای پول آنها است
| نام کشور               | یکای پول               |
| ---------------------- | ---------------------- |
| استرالیا               | دلار استرالیا          |
| آنتیگوآ و باربودا      | دلار کارائیب شرقی      |
| اکوادور                | دلار آمریکا            |
| ایالات متحده آمریکا    | دلار آمریکا            |
| باربادوس               | دلار باربادوس          |
| برمودا                 | دلار برمودا            |
| بلیز                   | دلار بلیز              |
| پورتوریکو              | دلار آمریکا            |
| ترینیداد و توباگو      | دلار ترینیداد و توباگو |
| تیمور شرقی             | دلار آمریکا            |
| جامائیکا               | دلار جامائیکا          |
| دومینیکا               | دلار کارائیب شرقی      |
| نیوزیلند               | دلار زلاندنو           |
| زیمبابوه               | دلار زیمبابوه          |
| سنت کیتس و نویس        | دلار کارائیب شرقی      |
| سنت لوسیا              | دلار کارائیب شرقی      |
| سنت وینسنت و گرنادین‌ها | دلار کارائیب شرقی      |
| سنگاپور                | دلار سنگاپور           |
| فیجی                   | دلار فیجی              |
| کانادا                 | دلار کانادا            |
| کیریباتی               | دلار استرالیا          |
| گرنادا                 | دلار کارائیب شرقی      |
| گویان                  | دلار گویان             |
| لیبریا                 | دلار لیبریا            |
| نامیبیا                | دلار نامیبیا           |
| هنگ کنگ                | دلار هنگ کنگ           |